# دار النهضة
تأسست دار النهضة للطباعة والنشر والتوزيع في دمشق سوريا عام 2004.مؤسسها ومديرها العام محمد علي سلوم.
بدأت دار النهضة إصدار منشوراتها محاولة مخاطبة المجتمع والفرد في الجوانب التي قد تكون ـ برأيهاـ أكثر أهمية.
وقد شغل الجانب التربوي حيزاً لا بأس به من منشوراتها، فأصدرت: مجموعة المختصر المفيد في تعليم اللغة العربية في ثمانية أجزاء وهذه المجموعة موجهة على الأخص لأبناء الجاليات العربية التي تعيش في المهاجر.

## ومن إصداراتها الهامة
- الحداثيون العرب في العقود الثلاثة الأخيرة والقرآن الكريم.
- معرفة أوائل الشهور.
- امتحان القضاة.
- مدخل إلى الثقافة الإسلامية.
- مدخل إلى علم المنطق.
- المحاسبة الاجتماعية.
- الجمعيات الخيرية ودورها في التكافل الاجتماعي.
- الحبيب المصطفى صفاته وأخلاقه.
- الفتوى في الإسلام.
- خصال الإيمان وشعبه.
- سبحانه ما أعظمه.